# Hasaan Ibn Ali
Hasaan Ibn Ali (geb. 6. Mai 1931 in Philadelphia als William Henry Lankford; gest. 1980 ebenda) war ein amerikanischer Jazzmusiker (Piano, Komposition). Als außergewöhnlicher Stilist regte er angeblich John Coltrane zu seinen Harmonien in Giant Steps und seinen sheets of sounds an.

## Leben und Wirken
Alis Vater war Koch, seine Mutter arbeitete als Haushaltshilfe. Seit seinem 13. Lebensjahr lernte er Klavier, orientierte sich zunächst am Boogie und ging 1946 mit Trompeter Joe Morris auf Tournee. Auch spielte er in einer lokalen Combo Rhythm & Blues. Unter Musikern galt er als Eigenbrötler, auch wenn er um 1950 gelegentlich durchreisende Stars wie Miles Davis, J. J. Johnson oder Clifford Brown begleitete. Aufbauend auf Elmo Hope modernisierte er sein Spiel durch ungewöhnliche Akkordsubstitutionen und entwickelte sich Benny Golson zufolge „zu einer eigenen, proto-avantgardistischen Art von Thelonious Monk“. Er selbst beeinflusste andere Musiker wie Lee Morgan, McCoy Tyner, Jimmy Garrison und John Coltrane, der mit ihm in den frühen 1950er Jahren viel probte und gelegentlich bei Jamsessions auftrat, später auch Odean Pope. In New York City leitete er 1961/62 ein Trio, das neben ihm aus Henry Grimes und Horacee Arnold bestand.
Für Atlantic Records konnte Ali 1964 auf Initiative von Max Roach ein Album aufnehmen; Nesuhi Ertegün ließ es unter dem Titel The Max Roach Trio Featuring the Legendary Hasaan erscheinen, obwohl alle Stücke darauf Alis Kompositionen waren. 1965 erhielt er noch eine weitere Aufnahmesession bei Atlantic. Er stellte sich ein Quartett zusammen, zu dem neben Odean Pope wiederum Bassist Art Davis und diesmal Schlagzeuger Khalil Madi gehörten. Kurz nach den Aufnahmen wurde Ali wegen Drogenbesitzes verhaftet; er konnte daher nicht zum Abmischen kommen, und die Plattenfirma schickte die Bänder ins Lager zurück (das zwölf Jahre später abbrannte). Ali zog sich nach der Enttäuschung mit Atlantic aus der Szene zurück. Als 1972 das Haus seiner Eltern niederbrannte, erlitt er einen Schlaganfall; er konnte nie wieder Klavier spielen und verbrachte seine letzten Lebensjahre vergessen und verarmt im Obdachlosenheim.
2018 spielte Brian Marsella mit seinem Trio für Tzadik das Album Outspoken – The Music of the Legendary Hasaan ein. Intensive Recherchen des Coltrane-Biografen Lewis Porter führten 2017 zur Entdeckung einer Sicherheitskopie der Atlantic-Session Alis von 1965; 2021 wurden die Aufnahmen als Metaphysics: The Lost Atlantic Album von Omnivore Recordings veröffentlicht. Im selben Jahr erschien ein Doppelalbum Retrospect in Retirement of Delay: The Solo Recordings, auf dem das Label Omnivore 21 bisher unveröffentlichte Solotitel Alis vorlegte, die zwischen 1962 und 1965 von mit ihm befreundeten Amateuren mitgeschnitten worden waren.

## Lexikalische Einträge
- Gary W. Kennedy, Hasaan [Ali, Hasaan ibn] in: New Grove Dictionary of Jazz 2002 (Oxford Music Online)